# 槍彈辯駁霧切
《槍彈辯駁霧切》是由推理作家北山猛邦著作的小說，作中的插畫由小松崎類擔當，《槍彈辯駁 希望學園與絕望高中生》的其中一個前傳作品。陆版中文版由力潮文创发行、台海出版社出版。

## 故事大綱
故事內容是霧切響子在初中時期的經歷。

## 登場人物

### 主要人物
霧切響子（Kyoko Kirigiri）
- DSC：919 → 917（天狼星天文台殺人事件後）

本作的主角之一，女初中生偵探，13歲。經常被五月雨稱為「小霧切」。
自幼便接受祖父作為偵探的訓練，除了擁有相關知識和技能外，她還會經常隱藏自己的感情和想法。在情況危急的時候，她還會感覺到死亡的威脅，而她本人把這種直覺稱為「聽到死神的腳步聲」。
曾經被五月雨問她成為偵探的理由，而她表示自己一出生就已經是一個偵探，對自己來說當偵探就跟活著一樣。
過去長期於美國、德國等國家跟祖父霧切不比等一起處理偵探的工作，最近為了學業而返回日本，之後轉校到五月雨的女子貴族學校的初中部。
五月雨結（Yui Samidare）
- DSC：888 → 887（天狼星天文台殺人事件後）

本作的主角之一，女高中生偵探，16歲。經常被響子稱為「結姐姐」，相當的被響子信任。
就讀某間教會女子貴族學校的高中部，居住學校的宿舍。學校的校長知道她的身份，所以在她進行偵探活動時允許她請假。

### 三零級偵探
龍造寺月下（Gekka Ryuzoji）
- DSC：000

日本人，一位通常坐著輪椅的老人。由於能以安樂椅偵探的方式同時解決幾個案件，所以被稱為「安樂椅伯爵」。
至今已解決不少案件，在偵探圖書館中他的檔案內容比其他偵探的檔案更豐富。
由於過去曾經是一名刑警，所以深受日本警方的信賴，同時也有不少警察和偵探都是他的支持者。
乔尼·亚普（Johnny Arp）
- DSC：000

美國人。擁有「法律執行官」的稱號。
精通使用各種槍械，不但擁有豐富的槍械知識，而且還有優秀的射擊技術。
因為與美國警方、FBI等政府部門達成協議，所以擁有各種特權包括合法持有槍械、當場處決犯人和自由進出禁區等。
過去霧切響子在美國時，曾經指導她槍械方面的知識和技術。
御镜灵（Rei Mikagami）
- DSC：000

本名不詳，身份不明，曾經破解不少世上大部分推理迷與偵探都為之著迷的懸案。
曾經在洛杉矶解決發生于上世紀六十年代至今懸而未決的連環殺人案時，藏身于不透明的玻璃後面接受當地媒體的采訪，當時「御鏡靈」此名被翻譯為，之後這詞組成為了其代名詞。
新仙帝（Mikado Shinsen）
請參照「犯罪受害者救濟委員會」。

### 犯罪受害者救濟委員會
新仙帝（Mikado Shinsen）
- DSC：000（已被消除）

犯罪受害者救濟委員會的創辦人兼會長。前三零級偵探，偵探圖書館的創辦人之一。
擅長變裝和偽裝，由於「變裝」和「變奏」的日語讀音相同，因此過去被稱為「變奏偵探」。
在偵探圖書館中曾經存在他的相關紀錄和檔案資料，但卻原因不明地被刪除。

### 其他人物
霧切不比等（Fuhito Kirigiri）
霧切響子的父系的祖父，霧切家的现任当家。偵探圖書館的創辦人之一，但卻是唯一反對設立DSC制度的人。
在《絕對絕望少女 槍彈辯駁Another Episode》中，出現在殺害清單中，為希望戰士所追殺的對象之一。
卯槌棟八郎
霧切響子的母系的祖父，霧切家的協助者之一。精通各種武術。
曾經為孫女辦理偵探圖書館的登記手續。
霧切仁（Jin Kirigiri）
霧切響子的父親，希望峰學園的教師。
雖然出生於霧切家，但卻極度厭惡偵探的工作。
響子於7歲時，由於妻子病逝，他便以此作為理由，拋棄女兒和霧切家離家出走，後來成為希望峰學園的教師。

### 黑之挑戰

#### 天狼星天文台殺人事件
網野英吾（Eigo Amino）
- DSC：367

被害者之一，35歲，偵探。
看不起所有等級比自己低的偵探。
燕尾椎太（Shīta Enbi）
- DSC：245

被害者之一，28歲，偵探。
經常沉默寡言。
犬塚甲（Kō Inuzuka）
- DSC：943

被害者之一，41歲，偵探。
喜歡喝酒，擁有約25年的經驗。對天文學方面的知識有一定的了解。
霧切響子（Kyoko Kirigiri）
犯罪嫌疑人，13歲，女初中生偵探。
請參照「主要人物」。
五月雨結（Yui Samidare）
該「黑之挑戰」所召喚的偵探，16歲，女高中生偵探。
請參照「主要人物」。

#### 諾曼茲旅館偵探競拍事件
七村彗星（Suisei Nanamura）
- DSC：900

該「黑之挑戰」所召喚的偵探，雙零級偵探，被稱為「最快激情（Allegro Agitate）（The Fastest Passion（Allegro Agitate））」。
極度重視時間和金錢，比較討厭等待。
能夠準確估算人們的隨身物品和其他事物的價值進行推理。曾經觀察出五月雨的鞋子的價格比她身上的物品昂貴，由此推測五月雨對自身的跳躍力有一定的自信。
霧切響子（Kyoko Kirigiri）
13歲，女初中生偵探。
請參照「主要人物」。
五月雨結（Yui Samidare）
16歲，女高中生偵探。
請參照「主要人物」。
水無瀨有全
25歲，自由職業者。平常靠網拍轉賣東西賺錢，上次交易的人給了他秘密拍賣會的邀請函。
鳥屋尾青云齋
本名為「鳥屋尾充」，59歲。自稱魔術師。
茶下昭雄
42歲，超自然研究專家。穿著棒球制服，帶著棒球帽，說這是自己的正裝。兩個黑衣人搶走了拍攝到UFO照片的數位相機，作為補償，給了他秘密拍賣會的邀請函。
美舟梅尔可
22歲，曾經的超能力少女。十年前可以將勺子弄彎，但半年之後被媒體抨擊為騙子。愛好是收集真空管，聽說可以得到特別的真空管而來到此處。
新仙帝（Mikado Shinsen）
約30多歲。身穿黑色西裝的文員。表示對拍賣會沒有興趣，因為看到了不祥的預兆而來到此處。
夜鶴冴（Sae Yozuru）
21歲。寡婦，代替亡夫出席拍賣會。
魚住絕姬（Taehime Uozumi）
- DSC：756

20歲。拍賣會的主辦人所僱用的女僕，負責照顧拍賣會參與者的起居飲食。
實際上是一名偵探，由於調查對象會出席拍賣會而主動接受女僕的工作，方便調查。

#### 密室十二宮
五月雨結（Yui Samidare）
該「黑之挑戰」所召喚的偵探，16歲，女高中生偵探。
請參照「主要人物」。

## 名詞解釋
侦探图书馆（Detective Library）
偵探圖書館是公共设施，有約15年的歷史，前身是一間擁有一百五十年歷史的圖書館。目前於偵探圖書館登記過的偵探有大約65000名，他們的情報檔案会被分類擺放在書架上，讓大眾可以自由閱覽。如果人們遇上了什麼困擾，只要到偵探圖書館閱覽偵探的檔案，再找出適合的偵探進行委託。
對於偵探而言，該设施是類似於一種登記型的勞務派遣。但「偵探圖書館只是一個數據庫，並沒有自己的意識」出於該理念，該设施並不承擔工作的介紹或引荐一類的業務，而且數據對外公開，這表示偵探將會失去匿名性，但並不會公開目前正在處理的案件。此外，過去的記錄和跟個人信息有關的部分也會適當地有所保留，並沒有完全公開。
侦探图书馆分类（Detective Shelf Classification）
簡稱「DSC」。偵探圖書館對偵探專長進行分類，藉此讓人們得知哪些偵探專門處理哪種類型的犯罪。
第一個數字（百位數）代表擅長處理的犯人的類型；第二個數字（十位數）代表犯案的行為細分化；第三個數字（個位數）代表等級，最低為9，數字越小等級越高。以五月雨結的888為例子，她的數字是代表「自由犯·誘拐·等級8」。
等級會根據偵探的表現和功績而提升。等級0的偵探會獲得「零級偵探」的稱號。假如零級偵探累積足夠的功績，第二個數字便會變成代表「綜合」的數字「0」，同時也獲得「雙零級偵探」的稱號。同樣雙零級偵探再不斷累積足夠的功績，第一個數字也會變成代表「綜合」的數字「0」並獲得「三零級偵探」的稱號，同時也是偵探圖書館的最高等級。
偵探圖書館創立至今，目前成為「三零級偵探」的人只有4名，但後來其中一名偵探的稱號和情報檔案都原因不明地被消除。
| 一級分類 （第一個數字（百位數）） | 一級分類 （第一個數字（百位數）） | 二級分類 （第二個數字（十位數）） | 二級分類 （第二個數字（十位數）） |
| 編號                              | 犯人的類型                        | 編號                              | 犯罪類型                          |
| --------------------------------- | --------------------------------- | --------------------------------- | --------------------------------- |
| 0                                 | 綜合                              | 0                                 | 綜合                              |
| 1                                 | 宗教犯                            | 0                                 | 綜合                              |
| 1                                 | 宗教犯                            | ?                                 | 洗腦                              |
| 2                                 | 國家犯                            | 0                                 | 綜合                              |
| 2                                 | 國家犯                            | 4                                 | 恐怖主义                          |
| 3                                 | 經濟犯                            | 0                                 | 綜合                              |
| 3                                 | 經濟犯                            | 6                                 | 商業間諜                          |
| 4                                 | 自然犯                            | 0                                 | 綜合                              |
| 4                                 | 自然犯                            | 8                                 | 買賣瀕危物種                      |
| 5                                 | 技術犯                            | 0                                 | 綜合                              |
| 5                                 | 技術犯                            | ?                                 |                                   |
| 6                                 | 風俗犯                            | 0                                 | 綜合                              |
| 6                                 | 風俗犯                            | 6                                 | 赌博                              |
| 7                                 | 藝術犯                            | 0                                 | 綜合                              |
| 7                                 | 藝術犯                            | 5                                 | 贗品詐騙                          |
| 8                                 | 自由犯                            | 0                                 | 綜合                              |
| 8                                 | 自由犯                            | 8                                 | 誘拐                              |
| 9                                 | 殺人犯                            | 0                                 | 綜合                              |
| 9                                 | 殺人犯                            | 1                                 | 不可能犯罪                        |
| 9                                 | 殺人犯                            | 4                                 | 密室                              |

犯罪受害者救济委员会（Salvation for Victims of Crime Committee）
大約於十年前開始活動的組織，負責安排「黑之挑戰」。組織成員會調查各種事件，尋找不被法律制裁、仍然逍遙法外的罪犯，然後邀請渴望復仇的相關人士以參加黑之挑戰，從而給予他們獲得「救濟」的機會。
據七村彗星所言，為了應對偵探的調查，委員會不但會偽裝成慈善組織，辦公室還會對外開放允許任何人自由出入。至今為止，有不少偵探曾經調查委員會，但大部分偵探都失蹤，人數達至兩位數。後來據五月雨結所推測，哪些失蹤的偵探不是遭到滅口，就是認同委員會的理念而接受加入組織的邀請。
黑之挑战（Duel Noir）
由委員會所主持的殺人遊戲。
作為玩家的犯人能以投資者的資金向委員會購買遊戲的舞台、兇器、犯罪手法等以作準備。
為了遊戲的公平，委員會將會根據犯人所消耗的費用和遊戲的難度，和參考偵探圖書館的檔案，再以抽選方式選擇對應等級的偵探，然後向該偵探發出挑戰書。
| 地點         | 地點          | 兇器     | 兇器          | 手法     | 手法          | 其他 | 其他          | 總費用 （日圓） | 偵探     | 偵探 | 備註 |
| 名稱         | 價格 （日圓） | 名稱     | 價格 （日圓） | 種類     | 價格 （日圓） | 名稱 | 價格 （日圓） | 總費用 （日圓） | 姓名     | DSC  | 備註 |
| ------------ | ------------- | -------- | ------------- | -------- | ------------- | ---- | ------------- | --------------- | -------- | ---- | ---- |
| 天狼星天文台 | 3000萬        | 大剪刀   | 500萬         | 肢解殺人 | 8000萬        | -    | -             | 1億2000萬       | 五月雨結 | 888  | -    |
| 天狼星天文台 | 3000萬        | 昏迷藥物 | 500萬         | 肢解殺人 | 8000萬        | -    | -             | 1億2000萬       | 五月雨結 | 888  | -    |
| 諾曼茲旅館   | 8000萬        | 小刀     | 500萬         | 密室     | 1億           | 現金 | 10億          | 13億1600萬      | 七村彗星 | 900  | -    |
| 諾曼茲旅館   | 8000萬        | 左輪手槍 | 1500萬        | 密室     | 1億           | 現金 | 10億          | 13億1600萬      | 七村彗星 | 900  | -    |
| 諾曼茲旅館   | 8000萬        | 鐵槌     | 300萬         | 密室     | 1億           | 現金 | 10億          | 13億1600萬      | 七村彗星 | 900  | -    |
| 諾曼茲旅館   | 8000萬        | 繩索     | 300萬         | 消失     | 1億           | 現金 | 10億          | 13億1600萬      | 七村彗星 | 900  | -    |
| 諾曼茲旅館   | 8000萬        | 汽車     | 1000萬        | 消失     | 1億           | 現金 | 10億          | 13億1600萬      | 七村彗星 | 900  | -    |

私立希望峰學園（Hope's Peak Academy）
《槍彈辯駁 希望學園與絕望高中生》的故事舞台，一間擁有政府公認特權的私立學校，擁有上百年的歷史，那兒集合來自全國的精英和天才。如果能夠在這間學校畢業的話，就和得到成功的人生沒有兩樣。

## 出版書籍

### 小說
| 卷數 | 日文標題 | 中文譯名          | 星海社FICTIONS | 星海社FICTIONS         | 中文译名      | 力潮文创   | 力潮文创               |
| 卷數 | 日文標題 | 中文譯名          | 發售日期       | ISBN                   | 中文译名      | 發售日期   | ISBN                   |
| ---- | -------- | ----------------- | -------------- | ---------------------- | ------------- | ---------- | ---------------------- |
| 1    |          | 槍彈辯駁霧切（1） | 2013年9月13日  | ISBN 978-4-06-138875-8 | 弹丸论破雾切1 | 2023年3月  | ISBN 978-7-5168-3395-7 |
| 2    |          | 槍彈辯駁霧切（2） | 2013年11月29日 | ISBN 978-4-06-138885-7 | 弹丸论破雾切2 | 2023年3月  | ISBN 978-7-5168-3412-1 |
| 3    |          | 槍彈辯駁霧切（3） | 2014年11月28日 | ISBN 978-4-06-139906-8 | 弹丸论破雾切3 | 2023年3月  | ISBN 978-7-5168-3433-6 |
| 4    |          | 槍彈辯駁霧切（4） | 2015年12月26日 | ISBN 978-4-06-139930-3 | 弹丸论破雾切4 | 2023年3月  | ISBN 978-7-5168-3457-2 |
| 5    |          | 槍彈辯駁霧切（5） | 2017年3月15日  | ISBN 978-4-06-139960-0 | 弹丸论破雾切5 | 2023年3月  | ISBN 978-7-5168-3469-5 |
| 6    |          | 槍彈辯駁霧切（6） | 2018年2月17日  | ISBN 978-4-06-511150-5 | 弹丸论破雾切6 | 2023年3月  | ISBN 978-7-5168-3472-5 |
| 7    |          | 槍彈辯駁霧切（7） | 2020年6月17日  | ISBN 978-4-06-517533-0 | 弹丸论破雾切7 | 2024年10月 | ISBN 978-7-5168-3953-9 |